# Угода про співробітництво у сфері безпеки та довгострокову підтримку між Україною та Данією
Безпекова угода між Україною та Данією (дан. Aftale om sikkerhedstilsagn til Ukraine), повна назва Угода про співробітництво у сфері безпеки та довгострокову підтримку між Україною та Данією (англ. Agreement on security cooperation and long-term support between Denmark and Ukraine) — угода, укладена 23 лютого 2024 року між Україною та Данією про гарантії безпеки Україні. Вона визначає сфери безпекової співпраці — військової, політичної, фінансової та гуманітарної. Документ підписано президентом України Зеленським та премʼєр-міністром Данії Метте Фредеріксен, вона мала діяти 10 років із можливістю продовження. Данія стала першою країною не з «Великої сімки» (G7) і першою країною Північної Європи, яка підписала безпекову угоду з Україною.

## Передумови
Повномасштабне російське вторгнення в Україну супроводжується руйнацією української інфраструктури, погіршенням економіки та негативним впливом на демографію країни. Війна з РФ вимагає створення для України безпекових гарантій. Як приклади для створення оптимальної безпекової моделі для України розглядалися: економічне відновлення Південної Кореї і роль оборонної підтримки з боку США, а також безпекові моделі взаємодії США з Тайванем та Ізраїлем.
24 травня 2022 року оголошено про створення міжнародної консультативної групи, яка розроблятиме пропозиції щодо гарантій безпеки для України. Цю групу очолили спільно керівник Офісу Президента України Андрій Єрмак і екс-генеральний секретар НАТО Андерс Фог Расмуссен. 1 липня 2022 року відбулось перше засідання Групи з питань безпеки для України. 13 вересня 2022 року  співкерівники цієї групи презентували «Київський безпековий договір. The Kyiv Security Compact. Міжнародні гарантії безпеки для України: рекомендації». У запропонованих рекомендаціях зазначається, що здатність України захищатися від агресора є найсильнішою гарантією безпеки відповідно до статті 51 Статуту ООН, а гарантії мають бути політично та юридично обов’язковими для виконання на основі двосторонніх угод, які об’єднані в межах спільного документа «Київський безпековий договір».
12 липня 2023 року на саміті НАТО у Вільнюсі країни «Великої сімки» погодили Спільну декларацію підтримки України. Наразі до «гарантій безпеки» приєдналися 30 країн.
Першою країною, з якою Україна уклала безпекову угоду, стала Велика Британія. Другою країною — Німеччина, третьою країною — Франція.

## Підписання угоди
Україна та Данія уклали безпекову угоду 23 лютого 2024 року під час візиту премʼєр-міністра Данії Метте Фредеріксен до Львова. Про підписання безпекової угоди з Україною прем’єрка Данії оголосила 22 лютого. Метте Фредеріксен підкреслює, що російське вторгнення в Україну — це найсерйозніша ситуація у сфері політики безпеки з часів закінчення холодної війни. Вона вважає, що якщо Україна та Європа не будуть стояти разом, «Україна не встоїть, і тоді потенційно не встоїть і Європа».
Документ, зокрема, передбачав 1,8 млрд євро допомоги 2024 року, також Данія мала підтримувати лобіювати питання з забезпечення F-16 та надання Україні винищувачів, боєприпасів, тренажерів, навчання, обслуговування. Також данський Фонд на підтримку України виділив 8,5 млрд євро у 2023−2028 роках.
За словами Зеленського, сторони також домовилися про проведення двостороннього Форуму оборонних індустрій, а також інвестиційного Форуму.

## Основні положення
Документ закріплює основні компоненти безпекових зобов'язань, наданих Україні Данією, зокрема стосовно довгострокової військової та фінансової допомоги, і визначає пріоритетні сфери двосторонньої безпекової співпраці у військовій і невійськовій сферах, зокрема в політичній, фінансовій, гуманітарній та в галузі реформ.
Угода набуває чинності з моменту підписання та діє протягом 10 років із можливістю продовження.

## Зобовʼязання
- у 2024 році Данія надасть кошти на військову допомогу Україні на загальну суму понад 1,8 млрд євро, що значно посилить українську армію. Данія продовжуватиме допомагати Україні протягом усього строку дії документа[18];

- Данія є співголовою Коаліції військово-повітряних сил (AFCC), тому згідно з угодою, надаватиме Україні винищувачі F-16, робитиме внесок у довгострокове обслуговування винищувачів. Також Данія надаватиме боєприпаси, тренажери та навчання[18];

- відповідно до угоди, Данія підтримає розбудову морського флоту України[18];

- Данія сприятиме розвитку оборонно-промислової бази України й визначатиме можливості для тіснішого партнерства[18];

- згідно з угодою, Данія допомагатиме в розмінуванні та надаватиме високотехнологічну військову допомогу, перелік якої представлений у документі[18];

- угода передбачає механізм екстрених консультацій у разі можливого майбутнього збройного нападу Росії на Україну, що застосовується на вимогу будь-кого з учасників протягом 24 годин для визначення відповідних подальших кроків[18];

- документ закріплює відданість Данії підтримці зусиль України на шляху реформ, необхідних для реалізації прагнень до членства в ЄС і НАТО. Данія також сприятиме поточній та майбутній підтримці України з боку Європейського Союзу[18].